# Olga Averino

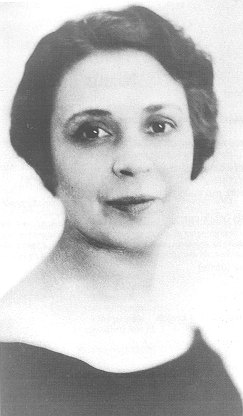
Olga Averino rond 1933

Olga Averino (Moskou, 15 november 1895 - 17 januari 1989) was een Russische zangeres. Haar vader, Nikolaj Averino, was violist en directeur van het Keizerlijk Conservatorium in Rostov. Haar moeder, Olga Laroche, dochter van de muziekrecensent Herman Laroche en peetdochter van Pjotr Iljitsj Tsjaikovski, was pianiste. Madame Averino zelf was de peetdochter van Modest Tsjaikovski, broer van de componist.

## Biografie
Al op jonge leeftijd werd zij omgeven door muziek, en op vijfjarige leeftijd kreeg zij haar eerste pianolessen. Ze werd daarnaast meegenomen naar concerten en woonde repetities van vrienden van de familie bij, waaronder Josef Lhévinne, Fjodor Sjaljapin, Aleksandr Skrjabin, Aleksandr Ziloti en Sergej Rachmaninov. Ze haalde haar einddiploma piano en zang aan het Keizerlijke Conservatorium in Saratov.
In Rusland en later in het verre Oosten zong Madame Averino de hoofdrollen in vele opera's. De Russische Revolutie en de daarop volgende burgeroorlog dwongen haar en haar man, de violist Pavel Fedorovski, Rusland te ontvluchten met hun dochtertje Irina. De tocht leidde via Siberië naar Vladivostok en uiteindelijk naar China en ging gepaard met honger, onderbroken vervoer en het oprukken en terugtrekken van vechtende troepen. Toen ze drieëntwintig jaar oud was, werd bij haar de diagnose tuberculose gesteld, en werd er gezegd dat ze nog drie jaar te leven zou hebben. Ze bleef echter in leven en ze leefde uiteindelijk nog zeventig jaar langer dan voorspeld was.
In 1924 kwam Madame Averino aan in New York, waar ze de pianist Alexander Siloti, Liszts laatste leerling, weer ontmoette. De families waren in Rusland bevriend geweest en nu leidden respect en bewondering tot vriendschap en een hechte muzikale band, die nog vele jaren zouden duren.
In 1925 verhuisde Madame Averino naar Boston, waar haar man een baan had aangenomen bij het Boston Symphony Orchestra. Op hetzelfde moment werd ze herenigd met haar vader die zich ook bij hetzelfde orkest had aangesloten. In die tijd legde ze zich toe op een carrière in het repertoire van recitals en oratoria. Madame Averino maakte haar debuut in New York in de Town Hall op 30 oktober 1929, de dag voor "Black Thursday" (Zwarte Donderdag). Zij zong als soliste bij symfonieorkesten in steden als Washington, Detroit, Montreal, Chicago, Pittsburgh, Philadelphia, Worcester en Springfield. Ze zong in de Coolidge Festivals van Chicago, Pittsfield en Washington. Voor de uitvoering van het Tweede Strijkkwartet van Schönberg reisde ze met het Pro Arte String Quartet. Ze zong dit stuk ook met de London-, Gordon- en Kolisch-strijkkwartetten.
Veelvuldig zong Madame Averino recitals in Town Hall in New York en verscheen ze in vele Amerikaanse hoofdsteden. Op het hoogtepunt van haar carrière moest zij aanbiedingen voor buitenlandse tournees weigeren, omdat haar verblijfstitel haar niet toestond de Verenigde Staten te verlaten.
Madame Averino zong op zesenzeventigjarige leeftijd haar laatste complete recital. Omdat ze minder openbare uitvoeringen gaf, had ze tijd om zich toe te leggen op haar carrière als zangpedagoge. Zelfs na haar laatste recital zong ze in haar eigen masterclasses nog vaak voor haar studenten. Hiermee ging ze door tot één jaar voordat zij in 1989 op drieënnegentigjarige leeftijd overleed.

## Zangpedagoge
Madame Averino was haar onderwijscarrière begonnen in China in de jaren twintig. Toen ze naar Amerika kwam ging ze door met lesgeven, was hoofd van de zangafdeling van de Longy School of Music in Cambridge, Massachusetts en onderwees aan het Wellesley College en het Middlebury Music Center in Vermont. In de jaren zestig gaf ze veel workshops gecombineerd met lezingen over de principes van de zangkunst voor diverse groepen. In 1976, ze was toen al tachtig jaar, verliet ze de Longy School om mee te werken aan de oprichting van de New School of Music waarvan Nicholas Van Slyck directeur was.
Hoewel de training van haar studenten bijna zwaar genoemd zou mogen worden, was Madame Averino's aandacht voor hun vocale problemen groot. Zoals uit haar persoonlijke geschiedenis op te maken valt, had zij zelf veel moeilijkheden met het leren zingen, en het proces van zelfonderwijs dat daaruit voortvloeide gaf haar het vereiste geduld en begrip van een ware leermeester. Madame Averino's begrip reikte verder dan het zuiver vocale. Haar studenten kwamen ook bij haar met hun persoonlijke problemen. Zij luisterde en gaf raad, en ook als zij een leerling terechtwees over zijn handelwijze, accepteerde zij hem zoals hij was. Voor haar waren bescheidenheid en rekening houden met de ander (de componist) net zo nodig voor het zingen als voor het dagelijks leven. Net zoals je al je talenten en je bewustzijn gebruikt bij het zingen, gebruik je ze ook in het dagelijks leven.